# NGC 4377-1

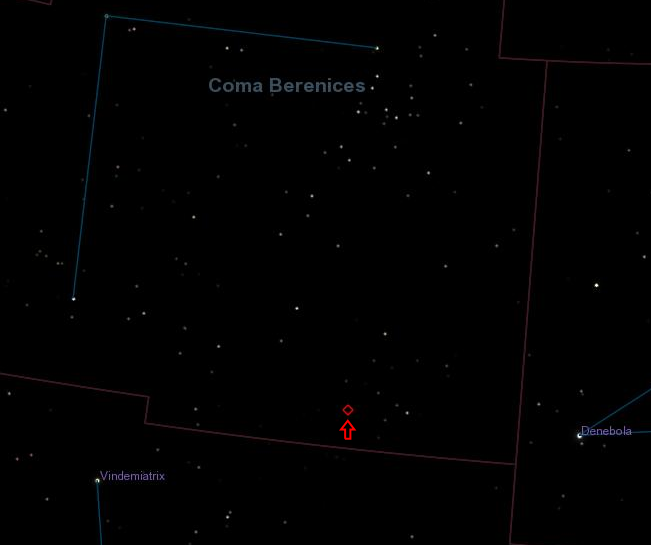
Расположение NGC 4377 на небосводе

NGC 4377-1 (другие обозначения — UGC 7501, MCG 3-32-25, ZWG 99.41, 3ZW 65, VCC 778, PGC 40477) — галактика в созвездии Волос Вероники.
В галактике наблюдается бар, положение которого не соответствует положению большой оси галактики, поэтому от внутренних изофот ко внешним наблюдается изменение позиционного угла. На заднем плане относительно этой галактики есть ещё три галактики, так что распределение шаровых скоплений по цветам может быть искажено этими галактиками фона.
Этот объект входит в число перечисленных в оригинальной редакции «Нового общего каталога».